# ديف سوليفان
ديف سوليفان (بالإنجليزية: Dave Sullivan)‏ (10 مايو 1877 بمقاطعة كورك في جمهورية أيرلندا - 1929) هو ملاكم أيرلندي، صنّف ضمن فئة وزن الريشة ‏.

## إحصائيات
خاض خلال مسيرته 58 نزالا، فاز في 29 وتعادل في 17 وخسر في 12. فاز بالضربة القاضية في 18 نزالا.

## روابط خارجية
- ديف سوليفان على موقع بوكس ريك (الإنجليزية) (registration required)